# كاثلين يورك
كاثلين يورك (بالإنجليزية: Kathleen York)‏ (و. القرن 20  م) هي ممثلة، ومغنية مؤلفة، وكاتبة سيناريو، ومغنية، وملحنة، وممثلة تلفزيونية، وممثلة أفلام أمريكية، ولدت في لوس أنجلوس.

## وصلات خارجية
- كاثلين يورك على موقع IMDb (الإنجليزية)
- كاثلين يورك على موقع ميوزك برينز (الإنجليزية)
- كاثلين يورك على موقع أول موفي (الإنجليزية)
- كاثلين يورك على موقع قاعدة بيانات الأفلام السويدية (السويدية)
- كاثلين يورك على موقع أول ميوزيك (الإنجليزية)
- كاثلين يورك على موقع ديسكوغز (الإنجليزية)
- كاثلين يورك على موقع قاعدة بيانات الفيلم (الإنجليزية)